# À l'arrière des taxis
Pistes de Veuillez rendre l'âme (à qui elle appartient)
Aux sombres héros de l'amer
À l'arrière des taxis est une chanson du groupe de rock français Noir Désir. Elle paraît en 1989 en ouverture de l'album Veuillez rendre l'âme (à qui elle appartient). Les paroles font notamment allusion au poète soviétique Vladimir Maïakovski et sa muse, l'actrice et réalisatrice russe Lili Brik.
La chanson devient vite un incontournable du groupe sur scène. Elle figure dans les albums live Dies irae (1994) et Noir Désir en public (2005). Une version remixée par Al Comet des Young Gods figure sur l'album One Trip/One Noise (1998). La chanson est également présente dans la compilation En route pour la joie (2000).

## Personnel
Noir Désir
- Bertrand Cantat – chant, guitare
- Serge Teyssot-Gay - guitare
- Denis Barthe - batterie
- Frédéric Vidalenc - basse